# Тарнобжезьке воєводство
Тарнобжезьке воєводство (пол. województwo tarnobrzeskie) — адміністративно-територіальна одиниця Польщі найвищого рівня, яка існувала у 1975—1998 роках.
Являло собою одну з 49 основних одиниць адміністративного поділу Польщі, які були скасовані в результаті адміністративної реформи Польщі 1998 року.
Займало площу 6283 км². Адміністративним центром воєводства було місто Тарнобжег, найбільше місто — Стальова Воля. Після адміністративної реформи воєводство припинило своє існування і його територія відійшла до Свентокшиського, Підкарпатського та Люблінського воєводств.
Після ліквідації воєводства в 1999 році 23 гміни та місто Сандомир були включені до Свентокшиського, ще 18 гмін разом з Тарнобжегом та Стальовою Вольою до Підкарпатського та 11 гмін до Люблінського воєводств. Замість колишніх районів воєводства створено повіти: Сандомирський, Опатовський, Сташовський (6 гмін), Островецький (1 гміна), Тарнобжезький з містом на правах повіту Тарнобжег, Стальововольський, Ніжанський, Мелецький (1 гміна), Кольбушовський (1 гміна), Янівський, Красницький (4 гміни).

## Географія
Воєводство розташовувалося у межах Келецько-Сандомирської височини, на сході обмежене Свентокшиськими горами, а також на межі Сандомирської низовини та Люблінської височини. Основні річки: Вісла та Сян. Значні площі займають лісові масиви, серед яких Сандомирська пуща.

## Міста
Чисельність населення на 31.12.1998
- Стальова Воля – 71 814
- Тарнобжег – 51 061
- Сандомир – 27 409
- Сташув – 17 015
- Нисько – 15 722
- Нова Демба – 12 194
- Янів-Любельський – 12 182
- Поланець – 8 525
- Опатів – 7 070
- Рудник-над-Сяном – 6 877
- Ожарув – 5 276
- Цмелюв – 3 213
- Аннополь – 2 728
- Осек – 2 041
- Завихост – 2 033
- Улянув – 1 418
- Баранув-Сандомирський – 1 391

## Районні адміністрації
| Центр адміністрації | Гміни | Чисельність населення                                                                                   | Площа | Сучасний повіт |
| ------------------- | --- | --- | --- | --- |
| Янів-Любельський    | - Батож - Хжанув - Дзволя - Ґодзішув - Янів-Любельський - Модлібожице - Поток-Велькі - Шастарка - Гміна Тшидник-Дужи 1 місько-сільська, 8 сільських            | - 3 726 - 3 363 - 7 047 - 6 763 - 16 557 - 7 384 - 5 255 - 6 401 - 7 158 Разом: 63 654                  | - 71 км² - 70 км² - 203 км² - 102 км² - 179 км² - 153 км² - 98 км² - 74 км² - 105 км² Разом: 1 055 км²              | - Янівський - Янівський - Янівський - Янівський - Янівський - Янівський - Янівський - Красницький - Красницький Люблінське воєводство                                                                            |
| Нисько              | - Боянув - Гарасюкі - Яроцин - Єжове - Кшешув - Нисько - Рудник-над-Сяном - Улянув 3 місько-сільські, 5 сільських                                              | - 7 107 - 6 337 - 5 433 - 9 580 - 4 282 - 22 481 - 10 234 - 8 867 Разом: 74 321                         | - 180 км² - 168 км² - 90 км² - 124 км² - 62 км² - 142 км² - 78 км² - 119 км² Разом: 963 км²                         | - Стальововольський - Ніжанський - Ніжанський - Ніжанський - Ніжанський - Ніжанський - Ніжанський - Ніжанський Підкарпатське воєводство                                                                          |
| Опатів              | - Бацьковіце - Цьмелюв - Іваніська - Гміна - Опатув - Ожарув - Садове - Тарлув - Войцеховіце 3 місько-сільські, 6 сільських                                    | - 5 496 - 8 231 - 7 507 - 6 125 - 13 063 - 12 621 - 4 593 - 5 951 - 4 796 Разом: 68 383                 | - 96 км² - 118 км² - 105 км² - 82 км² - 113 км² - 184 км² - 82 км² - 164 км² - 86 км² Разом: 1030 км²               | - Опатовський - Островецький - Опатовський - Опатовський - Опатовський - Опатовський - Опатовський - Опатовський - Опатовський Свентокшиське воєводство                                                          |
| Сандомир            | - Аннополь - Двікози - Ґосцерадув - Клімонтув - Копшивниця - Лонюв - Образув - Самбожець - місто Сандомир - Вільчице - Завихост 2 місько-сільські, 8 сільських | - 9 746 - 9 517 - 7 803 - 8 990 - 7 278 - 7 727 - 7 012 - 9 403 - 27 409 - 4 104 - 5 155 Разом: 104 144 | - 151 км² - 85 км² - 159 км² - 99 км² - 69 км² - 87 км² - 72 км² - 85 км² - 28 км² - 70 км² - 80 км² Разом: 985 км² | - Красницький - Сандомирський - Красницький - Сандомирський - Сандомирський - Сандомирський - Сандомирський - Сандомирський - Сандомирський - Сандомирський - Сандомирський Свентокшиське, Люблінське воєводства |
| Стальова Воля       | - Пишниця - Радомишль - місто Стальова Воля - Заклікув - Залешани 4 сільські                                                                                   | - 9 157 - 7 607 - 71 814 - 8 971 - 10 432 Разом: 107 981                                                | - 148 км² - 134 км² - 83 км² - 202 км² - 87 км² Разом: 654 км²                                                      | - Стальововольський - Стальововольський - Стальововольський - Стальововольський - Стальововольський Підкарпатське воєводство                                                                                     |
| Сташув              | - Боґорія - Лубніце - Осек - Поланець - Ритв'яни - Сташув 3 місько-сільські, 3 сільські                                                                        | - 8 262 - 4 599 - 8 076 - 13 040 - 6 555 - 28 452 Разом: 68 984                                         | - 123 км² - 84 км² - 130 км² - 75 км² - 126 км² - 226 км² Разом: 764 км²                                            | - Сташовський - Сташовський - Сташовський - Сташовський - Сташовський - Сташовський Свентокшиське воєводство |
| Тарнобжег           | - Баранув-Сандомерський - Ґожице - Ґрембув - Майдан-Крулевський - Нова Демба - Падев-Народова - місто Тарнобжег 2 місько-сільські, 4 сільські                  | - 12 157 - 13 975 - 9 888 - 9 583 - 19 570 - 5 434 - 51 061 Разом: 121 668                              | - 122 км² - 69 км² - 186 км² - 156 км² - 142 км² - 71 км² - 86 км² Разом: 832 км²                                   | - Тарнобжезький - Тарнобжезький - Тарнобжезький - Кольбушовський - Тарнобжезький - Мелецький - Тарнобжег Підкарпатське воєводство                                                                                |

Чисельність населення станом на 31.12.1998

### Населення
| Рік         | 1975    | 1980    | 1985    | 1990    | 1995    | 1998    |
| Чисельність | 534 900 | 556 300 | 580 500 | 599 100 | 609 300 | 609 100 |